# Кенгуру (остров)
Кегуру (на английски: Kangaroo Island) е остров в югоизточната част на Индийския океан, край южните брегове на Австралия, административно принадлежащ към щата Южна Австралия. Площта му е 4405 km², която му отрежда 3-то място по големина сред австралийските острови след Тасмания и Мелвил.
Остров Кунгуру се простира на 145 km от запад на изток, а ширината му варира от 0,9 до 57 km. Разположен е на южния вход на залива Сент Винсент и на 112 km южно от град Аделаида. На изток широкият 13 km проток Бакстърс го отделя от континента, а на север протокът Инвестигейтър (с ширина 42 km) – от полуостров Йорк на континента. Бреговете му с дължина 509 km са предимно ниски и плоски, заети от пясъчни плажове. Повърхността му е основно равнинна с максимална височина 307 m. Климатът е субтропичен с годишна сума на валежите около 600 mm. Преобладаващата растителност е представена от ксерофилни храсти (мали скреб) и сухолюбиви евкалиптови гори. През 2021 г. населението на острова е наброявало 4894 души, като най-голямото селище е град Кингскот, разположен на северния му бряг. В западната му част е създаден националният парк „Флиндърс Чейс“.
Остров Кенгуру е открит през 1802 г. от Матю Флиндърс, откривател и изследовател на голяма част от бреговете на Австралия.